# Linus Fernström
Linus Fernström, född 19 augusti 1987 i Stenungsund, är en svensk före detta professionell ishockeymålvakt som senast spelade för Brynäs IF i Svenska hockeyligan.

## Klubbar
- Stenungsund HF Moderklubb–2006
- Almtuna IS J20 2006–07
- Uppsala Hockey 2007–08
- Enköpings SK 2008–09
- Manglerud Star 2009–10
- Enköpings SK 2010–11
- Frölunda HC 2011–2015
- Almtuna IS 2011 (lån)
- IK Oskarshamn 2011–2013 (lån)
- Karlskrona HK 2015–2016
- HK Poprad 20162-2017
- IF Björklöven 2016-2017
- Brynäs IF  2017